# Basilea
Basilea est la première reine du royaume de l'Atlantide dans la mythologie de la Grèce antique. Elle est connue pour être la sœur des Titans. Basilea est souvent confondue avec Théia, femme d'Hyperion et mère la plus communément acceptée de Séléné, d'Hélios et d'Eos. Les deux femmes pourraient être la même personne[réf. nécessaire].
Basilea est l'aînée et l'une des plus célèbres filles d'Uranus, qui avait quarante-cinq enfants de différentes femmes, dont Rhéa et Pandore. Basilea est devenu connue comme une « Grand Mère » (magna mater) en raison de la manière dont elle prenait soin de ses jeunes frères,. Après la mort de son père, elle est élue reine d'Atlantide par vote populaire. Elle épouse son frère Hypérion et ils ont deux enfants : Séléné, déesse de la lune, et Hélios, dieu du soleil. Les autres frères de Basilea tuent Hyperion, de peur qu'il puisse usurper le trône, et noient Hélios dans l'Éridan ou le Pô en Italie. Par amour pour son frère, Séléné se suicide en sautant d'un toit. Lorsqu'elle apprend la mort de ses enfants, Basilea devient folle et « erre de haut et en bas, avec les cheveux ébouriffés » tout en « jouant sauvagement du tambourin et des cymbales. » Alors que le peuple atlante essaye de la retenir, elle disparaît dans un orage terrible. En son honneur et en celui de ses enfants, plusieurs cérémonies sont alors fondées, durant lesquelles des danses étaient accompagnées de tambour et de cymbales.
Basilea est également mentionnée de manière tout à fait différente dans d'autres versions. Elle est citée comme une fille d'Uranus et de Tellus,, et est supposée être la mère de tous les dieux. Il est également possible qu'elle soit une autre version d'Aphrodite (ou Vénus dans la mythologie romaine),.

## Art contemporain
- Basilea figure parmi les 1 038 femmes référencées dans l'œuvre d’art contemporain The Dinner Party (1979) de Judy Chicago. Son nom y est associé à Boadicée[8],[9].